# پیز آرپشلا
پیز آرپشلا (به لاتین: Piz Arpschella) یک کوه در سوئیس است که در کانتون گراوبوندن واقع شده‌است. پیز آرپشلا ۳٬۰۳۲ متر بالاتر از سطح دریا واقع شده‌است.